# Huis Balliol
Het Huis Balliol (de Bailleul) was een adellijke familie afkomstig uit het dorp Bailleul in Picardië. Tijdens het beleid van koning Willem II van Engeland verkregen ze landgoederen in Engeland. 
Na de dood van Margaretha, Maid of Norway, in 1290, de laatste telg van het Huis Dunkeld, waren er dertien kandidaten voor de troon van Schotland. Koning Eduard I van Engeland moest de knoop doorhakken en koos voor John Balliol. In 1296 werd John afgezet, wat leidde tot de Eerste Schotse onafhankelijkheidsoorlog. Zijn zoon, Edward Balliol, was tegenkoning tussen 1332 en 1356, tijdens de Tweede Schotse onafhankelijkheidsoorlog. Edward had geen kinderen en de directe lijn stierf met hem uit. 

## Leden
- Guy I Balliol
- Bernard I Balliol
- Guy II Balliol
- Bernard II Balliol
- Eustace Balliol, (†1209) ook wel Eustace de Helicourt genoemd.
- Hugo Balliol (†1229)
- John I Balliol (†1268), stichter van het Balliol College aan de universiteit van Oxford.
- John II Balliol (†1314), koning van Schotland van 1290 tot 1296.
- Edward Balliol (1283-1364), was tussen 1332 en 1356 tegenkoning van Schotland. Hij stierf kinderloos.

Een nicht van John Balliol, Christina Lindsay, dochter van zijn zus Ada, huwde met Engelram V van Coucy. 